# 康波姆
康波姆（法語：Campôme，法語發音：[kɑ̃pom] ⓘ）是法国东比利牛斯省的一个市镇，位于该省中北部，属于普拉德区。

## 地理
康波姆（42°39'2"N, 2°22'34"E）面积5.26 平方千米，位于法国奧克西塔尼大區东比利牛斯省，该省份为法国大陆部分最南部的省份，涵盖了北加泰罗尼亚，北起奥德省，西接阿列日省和安道尔，南与西班牙接壤，东临地中海。
与康波姆接壤的市镇（或旧市镇、城区）包括：莫塞特、莫利特莱班、卡亚、里亚-锡拉克。

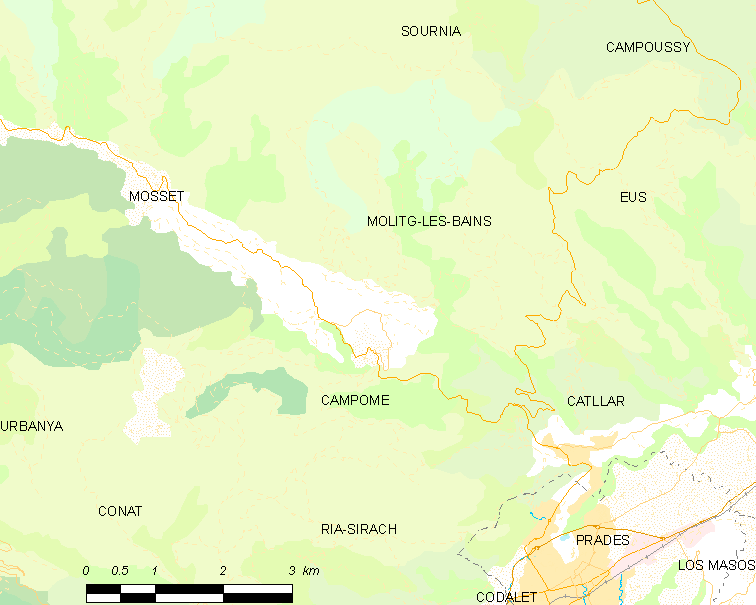
康波姆的OSM定位图

康波姆的时区为UTC+01:00、UTC+02:00（夏令时）。

## 行政
康波姆的邮政编码为66500，INSEE市镇编码为66034。

## 政治
康波姆所属的省级选区为加泰罗尼亚比利牛斯县。

## 人口

1962-2008年间康波姆人口变化图示

康波姆于2022年1月1日时的人口数量为120人。